# 维多利亚 (巴西)
维多利亚（葡萄牙語發音：[viˈtɔɾjɐ]）位于巴西东部大西洋沿岸，是圣埃斯皮里图州的首府，人口约31万（2005年）。